# Nikki Cross
Nicola Glencross (Glasgow, 21 de abril de 1989) é uma lutadora de luta livre profissional escocesa. Atualmente trabalha para a WWE no programa Raw sob o nome de ringue Nikki A.S.H. (Almost Super Hero). Na WWE, Nikki Cross conquistou pela primeira vez o RAW Women's Championship e duas vezes o Campeonato de Duplas Feminina ao lado de Alexa Bliss.

## No wrestling

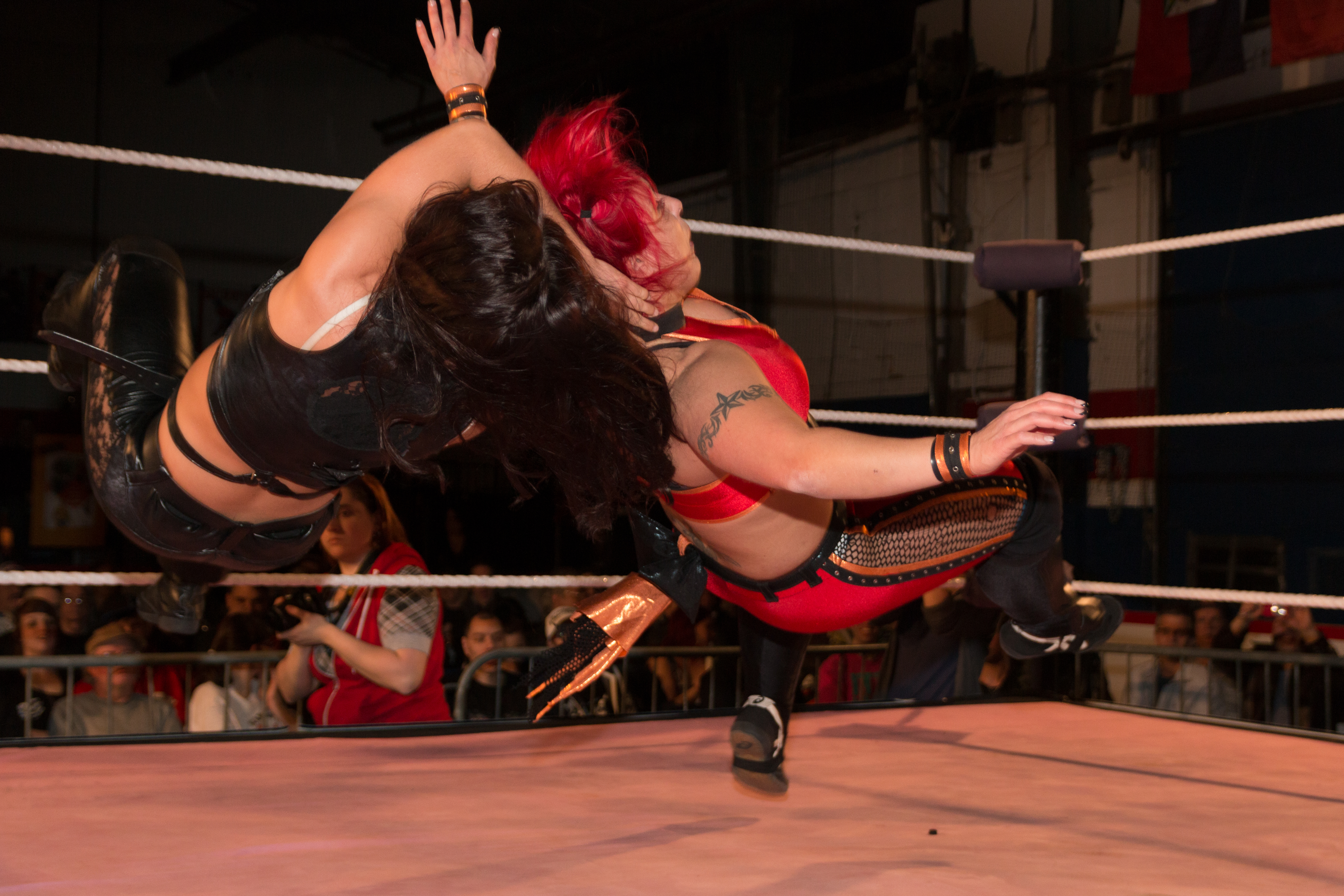
Cross fazendo um swinging fisherman's neckbreaker em LuFisto

- Movimentos de finalização
  - Como Nikki Storm
    - Eye of the Storm[9] (Double underhook crossface)[7]
    - Hail Storm (Diving headbutt)[10]
    - Perfect Storm (Samoan driver)[7][8][10]
- Movimentos secundários
  - Tornado DDT[8]
  - Swinging fisherman's neckbreaker[7][10]
  - Whiplash neckbreaker, sometimes to an opponent draped on the top turnbuckle[7]
- Lutadores que gerenciou
  - SAnitY (Alexander Wolfe, Eric Young, Killian Dain e Sawyer Fulton)[11]
- Alcunhas
  - "The Best in the Galaxy"[1][7]
  - "The White Chocolate Cheesecake of Sports Entertainment"[7]
- Temas de entrada
  - "Larger than Life" por Backstreet Boys[12] (Circuito independente)
  - "Controlled Chaos" por CFO$[13] (NXT; 12 de outubro de 2016–presente; usado como membro da SAnitY)
  - "Glasgow Cross" por CFO$ (Tema usado individualmente por ela atualmente)

## Títulos e prêmios
- Pro-Wrestling: EVE
  - Pro-Wrestling: EVE Championship (3 vezes)[7]
- World Wide Wrestling League
  - W3L Women's Championship (1 vez)[8]
- World Wrestling Entertainment
  - WWE Women's Tag Team Championship (2 vezes) - com Alexa Bliss